# Cai Huikang
Dans ce nom chinois, le nom de famille, Cai, précède le nom personnel.
Cai Huikang (en chinois : 蔡慧康), né le 10 octobre 1989 à Shanghai en Chine, est un footballeur international chinois, qui évolue au poste de milieu défensif.

## Biographie

### Carrière en club
Avec le club du Shanghai SIPG, Cai Huikang dispute 9 matchs en Ligue des champions d'Asie.

### Carrière internationale
Cai Huikang compte 21 sélections avec l'équipe de Chine depuis 2014.
Il est convoqué pour la première fois en équipe de Chine par le sélectionneur national Alain Perrin, pour un match amical contre la Macédoine le 18 juin 2014. Le match se solde par une victoire 2-0 des Chinois.
Il fait partie de la liste des 23 joueurs chinois sélectionnés pour disputer la Coupe d'Asie de 2015 en Australie, où son pays atteint les quarts de finale. Il dispute deux rencontres durant le tournoi.

## Palmarès
- Avec le Shanghai SIPG
  - Champion de Chine de D2 en 2012
  - Champion de Chine de D3 en 2007